# Rembrandt (cràter)
Rembrandt és un cràter d'impacte en el planeta Mercuri de 716 km de diàmetre. Porta el nom del pintor neerlandès Rembrandt Harmenszoon van Rijn (1606-1669), i el seu nom va ser aprovat per la Unió Astronòmica Internacional el 2009.
Amb un diàmetre de 716 km, és la segona conca d'impacte més gran del planeta, després de la conca Caloris, i és un dels cràters més grans del Sistema Solar. Va ser descobert per la sonda espacial MESSENGER durant el seu segon sobrevol de Mercuri el 6 d'octubre de 2008.
El cràter té uns 3,9 mil milions d'anys, i va ser creat durant el període del Gran bombardeig tardà. La distribució de la seva densitat i la grandària dels cràters d'impacte al llarg de la vora de Rembrandt indica que és una de les conques d'impactes més joves de Mercuri.

## Geologia
Rembrandt és la segona conca d'impacte (cràter) més gran de Mercuri després de la conca Caloris. El seu límit exterior, la vora del cràter, està format per cingles en forma d'anell i per massissos cap a l'interior. El diàmetre d'aquest anell és de 715 km (la meitat del diàmetre de Caloris). La conca està envoltada pels dipòsits de blocs de l'impacte fets a partir del material excavat a la profunditat. Les ejeccions s'observen principalment al nord i al nord-est de la conca. 

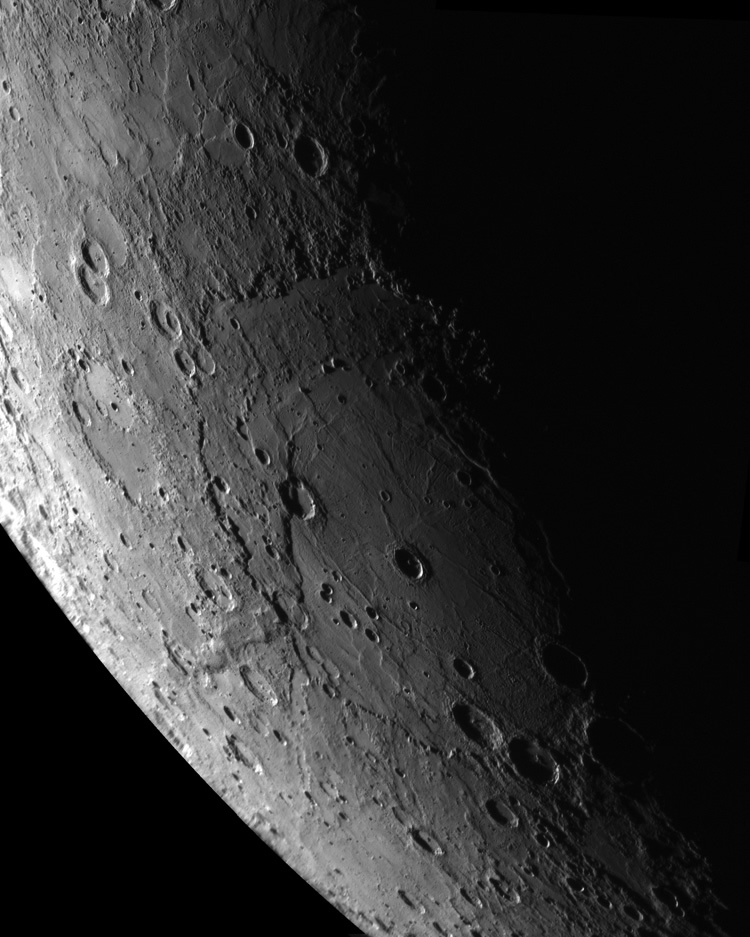
El cràter Rembrandt vist per la sonda espacial MESSENGER

L'interior de Rembrandt inclou dos tipus de terreny: terreny irregular i planes llises. La primera ocupa una part del sòl de la conca prop del seu marge nord, formant un anell incomplet a uns 130 km d'amplada. Les planes llises ocupen gran part de l'interior de Rembrandt. Aquests dos tipus de terreny estan separats entre si per un anell de massissos que té uns 450 km de diàmetre. Aquest límit pot correspondre a la vora exterior de la cavitat transitòria creada per l'impacte, que després es va col·lapsar.
Les suaus planes que omplen la part interior de Rembrandt s'interpreten com a d'origen volcànic. Probablement siguin similars als mars lunars, encara que són més brillants que les planes circumdants, que és el contrari del que s'observa a la Lluna. Les suaus planes són intersecades per un sistema de solcs i cubetes, ambdues amb formes radials o concèntriques. Les crestes concèntriques formen un anell gairebé complet amb un diàmetre d'uns 375 km. Els solcs radials i les cubetes es produeixen principalment dins d'aquest anell. Els solcs radials i les crestes concèntriques tenen l'amplada entre 1 i 10 km i poden arribar tenir 180 km. Les cubetes són generalment més joves que les crestes, perquè tallen aquestes últimes. L'ample dels canals varia entre 1 i 3 km. Alguns solcs radials segueixen de prop les crestes que formen un patró de rodes únic. Els solcs s'interpreten com a característiques extensionals (grabens), mentre que les crestes són contractuals.
La conca de Rembrandt està tallada per un gran escarpament lobulat que va del sud-oest al nord. Té uns 600 km de longitud i pertany al sistema d'escarpament global que cobreix tota la superfície de Mercuri. Es creu que aquestes característiques es deriven de la contracció global del planeta a mesura que es refreda l'interior. L'escarpament és la característica tectònica més jove observada en aquesta regió, ja que talla totes les altres unitats incloent a les planes suaus.
Tant la vora com l'interior de Rembrandt estan coberts per nombrosos cràters d'impacte. Molts d'aquests cràters omplen i es barregen parcialment a les planes suaus centrals de molts d'aquests cràters, que suggereixen que les planes provenen de la prolongada activitat volcànica efusiva. En aquests cràters d'impacte interiors, que es van formar després del final del vulcanisme, es poden veure que les capes de la lava que hi ha al centre de Rembrandt poden tenir uns 2 km de gruix.

## Edat i formació
Les dades disponibles sobre el cràter indiquen que Rembrandt és una de les característiques d'impacte més joves de Mercuri. La seva edat és aproximadament igual que la de la conca Caloris. La conca probablement es va formar prop del final del Gran bombardeig tardà del Sistema Solar interior, fa uns 3.900 milions d'anys. L'impacte va excavar material des de la part inferior de l'escorça, que va conduir a la formació d'ejeccions d'impacte foscques i relativament blaves, que envolten a Rembrandt. L'aprimament de l'escorça, fruit de l'impacte, va estimular l'activitat volcànica efusiva. Les laves de color clar van omplir la part interior de Rembrandt, que va provocar el seu enfosament, la qual cosa va provocar la contracció del sòl de la conca i la formació de solcs. L'aixecament posterior del sòl, per causes desconegudes, va provocar l'extensió i la formació de les cubetes.
L'últim episodi d'activitat tectònica va conduir a la formació d'escarpaments lobulats, que en realitat es va produir tangencialment a l'anell de solcs. Això indica que l'anell, que pot correspondre a un anell de conca interior enterrada, va influir en la formació de l'escarpament. Després d'això, l'activitat interna probablement va acabar, i la superfície només es va veure afectada per impactes relativament poc freqüents.